# Луццатто, Джино
Джино Луццатто (итал. Gino Luzzatto; 9 января 1878, Падуя, Венеция — 30 марта 1964, Венеция) — итальянский историк. Член Национальной академии деи Линчеи (1945).

## Биография
Был последним из пяти детей Джузеппе Луццатто (родом из Гориции) и Амелии Салом (происходила из Венеции).
Окончил Падуанский и Урбинский университеты.
С 1909 года преподавал в высших учебных заведениях Падуи, Бари, Триеста и Венеции. Сфера научных интересов — экономическая история Италии.
Он также вступил в ряды Итальянской социалистической партии и писал в левую прессу, среди прочего, в «L'Unità» Гаэтано Сальвемини и «Critica Sociale» Филиппо Турати. В 1925 году он подписал манифест антифашистских интеллектуалов Бенедетто Кроче, что вызвало против него угрозы и насилие, а также потерю руководства Королевским высшим институтом экономических и социальных наук в Венеции. В 1928 году он был арестован на месяц по обвинению в членстве в подпольной ассоциации «Молодая Италия».
Хотя в 1931 году он подписал присягу на верность режиму, которую требовали от всех университетских преподавателей, в 1938 году с вступлением в силу расовых законов был как еврей отстранён фашистским правительством Италии от преподавательской деятельности, которую возобновил в 1944 году в университете в Венеции. Перед этим во время войны в 1942 году он вступил в Партию действия, а после 8 сентября 1943 года был вынужден укрыться в Риме.
В 1945—1953 годах — ректор Высшего института экономики и коммерции в Венеции.

## Взгляды
Согласно авторской концепции, экономика — одно из проявлений цивилизации наряду с политикой и культурой.
Общественная организация производства изменяется эволюционно, без революционных скачков.
Не различал социально-экономических формаций, феодализм рассматривал главным образом как политическую структуру общества.
В работах содержится огромный фактический материал. Близко подошёл к положениям классиков марксизма в определении характера раннекапиталистического производства в Италии XIV—XVI веков.
Занимался публикацией источников, проблемами историографии.

## Сочинения
- Storia economica d’Italia. — V. 1 — L’antichita e il medio evo. — Roma, 1949.
- Studi distoria economica Veneziana. — Padova, 1954.
- Storia economica dell'éta moderna e contemporanea. — 4 ed. — V. 1—2. — Padova, 1955—1960.
- Per una storia economica d’Italia. Progressi e lacune. — Bari, 1957.
  - Экономическая история Италии : Античность и средние века / Пер. с итал. М. Л. Абрамсон. Под ред. и с предисл. С. Д. Сказкина. — М. : Издательство иностранной литературы, 1954. — 456 с.